# Maccabi Rishon LeZion
El Maccabi Rishon LeZion, conocido por motivos de patrocinio como Maccabi Zarfati Zvi Rishon Lezion, es un equipo de baloncesto israelí que compite en la Liga Leumit, la segunda división del país. Tiene su sede en la ciudad de Rishon LeZion. Disputa sus partidos en el Biet Maccabi, con capacidad para 2200 espectadores.

## Historia
El club se creó en 1976 y alcanzó la máxima categoría en 1988, en la que permanecen desde entonces. Aunque nunca han ganado una competición oficial, han acabado entre los cuatro primeros en tres ocasiones. En 1991 perdieron en las semifinales de los play-offs ante el Maccabi Tel Aviv. Al año siguiente cayeron en la misma ronda ante el Hapoel Tel Aviv, y en 2006, tras acabar terceros en la temporada regular, perdieron la semifinal a un único partido por un punto ante el Hapoel Jerusalem.
En 1992 llegaron a la final de la Copa Estatal, perdiendo ante Hapoel Galil Elyon.

## Posiciones en Liga
| Temporada | Liga  | Liga         | Liga | Liga             | Copa de Israel | Competiciones europeas | Competiciones europeas |
| Temporada | Nivel | Liga         | Pos. | Postemporada     | Copa de Israel | Liga                   | Resultado              |
| --------- | ----- | ------------ | ---- | ---------------- | -------------- | ---------------------- | ---------------------- |
| 2011–12   | 1     | Super League | 3    | Semifinalista    | Finalista      |                        |                        |
| 2012–13   | 1     | Super League | 6    | Cuartos de final | –              |                        |                        |
| 2013–14   | 1     | Super League | 10   | –                | Semifinalista  |                        |                        |
| 2014–15   | 1     | Super League | 6    | Semifinalista    |                |                        |                        |
| 2015–16   | 1     | Super League | 6    | Campeones        | Semifinalista  | 3 FIBA Europe Cup      | QF                     |
| 2016–17   | 1     | Super League |      | Semifinalista    |                | 3 Champions League     | PO                     |
| 2017-18   | 1     | Super League |      |                  |                |                        |                        |
| 2018-19   | 1     | Super League |      | Finalista        | Finalista      | Eurocup                |                        |
| 2019-20   | 1     | Super League |      | Finalista        | Semifinalista  | Eurocup                |                        |

Fuente: Eurobasket.com

## Palmarés
- Campeón de la Liga de Israel: 1 (2016)
- Campeón de la Copa de la Liga de baloncesto de Israel: 1 (2018)
  - Subcampeón de la Copa de baloncesto de Israel: 4 (1992, 2012, 2019, 2021)

## Jugadores destacados
| - James Harvey - Marko Morić - Kevin Sheppard - Amit Ben David - Nir Cohen - Motti Daniel - Asaf Dotan - Rotem Erlich - Dror Hagag - Doron Jamchi - Moran Roth - Amit Tamir - Meir Tapiro - Lorenzo D'Ercole - Dinma Odiakosa - Dmitri Shakulin - Petar Arsić - Cedric Banks - Jerel Blassingame - Vander Blue - Brandon Bowman - Jackie Carmichael - Dennis Carr - Paul Carter - Robert Conley - Joe Crawford - Carlos Daniel - Brent Darby - Lucious Davis - Mark Davis - Malik Dixon - Corey Gaines - Louis Graham - Ken Green | - Rodd Grizzard - Greg Harrington - Jonathan Haynes - Bryan Hopkins - James Hughes - Dalron Johnson - Dominique Johnson - DeMarco Johnson - Lazeric Jones - Derwin Kitchen - Brandon Kurtz - James Lang - Bryant Markson - Ricardo Marsh - Timothy Mason - Lee Matthews - Kelley McClure - Taj McCullough - Aaron McGhee - Dwayne Michell - Tasmin Mitchell - Shawn Moore - Raymar Morgan - Larry O'Bannon - Damon Peterson - Ryan Sidney - Jerry Smith - Jeremis Smith - Omar Sneed - Isaiah Swann - James Thomas - Brian Tolbert - Linton Townes - Darrell Tucker | - Ken Tutt - Isiah Victor - Dustin Villepigue - Wayne Wallace - Willie Warren - Duane Washington - Jayson Wells - Davin White - Darryl Wilson - Julian Wright - Aleksander Nikolić - Chanan Colman - Guy Goodes - Ugonna Onyekwe - Juan Mendez - Reggie Moore - Trey Johnson - Christopher Chabot - Jake Cohen - Joe Dawson - Dennis Hopson - Jeff Kent - Matt Minoff - Yoni Moran - Jason Thomas - Tony Younger - Adrian Uter - Kelly McCarty - Erwin Dudley |